# Cañones del parque San Pedro de los Arcos (Oviedo)
L'escultura urbana coneguda pel nom Cañones del parque San Pedro de los Arcos, ubicada en una xicoteta zona verda, a l'esquena de l'església de San Pedro de los Arcos, obra de Luis Bellido de principis del segle xx, a la ciutat d'Oviedo, Principat d'Astúries, Espanya, és una de les més d'un centenar que adornen els carrers de l'esmentada ciutat espanyola.
El paisatge urbà d'aquesta ciutat, es veu adornat per obres escultòriques, generalment monuments commemoratius dedicats a personatges d'especial rellevància en un primer moment, i més purament artístiques des de finals del segle xx.
Els canons estan fets de bronze, fosos en Sevilla, durant el regnat de Felip V, al segle xviii.